# City of Port Lincoln
City of Port Lincoln is een Local Government Area (LGA) in de Australische deelstaat Zuid-Australië.